# Atsushi Natori
Atsushi Natori (n. 12 noiembrie 1961) este un fost fotbalist japonez.

## Statistici
| Japonia | Japonia | Japonia |
| An      | Meciuri | Goluri  |
| ------- | ------- | ------- |
| 1988    | 1       | 0       |
| 1989    | 5       | 0       |
| Total   | 6       | 0       |